# 릴리 (가수)
릴리(본명: 릴리 머로우, lily morrow, 2002년 10월 17일 ~ )는 대한민국, 오스트레일리아의 가수이다. 2014년 11월 《K팝스타 4》에 참여하여 Top 4까지 올라갔었다. 2015년, JYP 엔터테인먼트와 계약을 맺었다. 2022년 2월 22일 걸그룹 NMIXX의 멤버로서 정식 데뷔를 했다.

## 음반

### 싱글
- "겁이 나" (2015, 오렌지 마말레이드 OST Part 3)
- "눈부신 날 (Shiny Day)" (2015, 오렌지 마말레이드 OST Part 7)

## 출연

### 텔레비전
- 2014년 《K팝 스타 4》- 4위
- 2022년 MBC 《복면가왕》- 출연

### 영화
- 2015년 《날씨맨의 우산》- 사라 역